# Langfühler-Dornschrecke

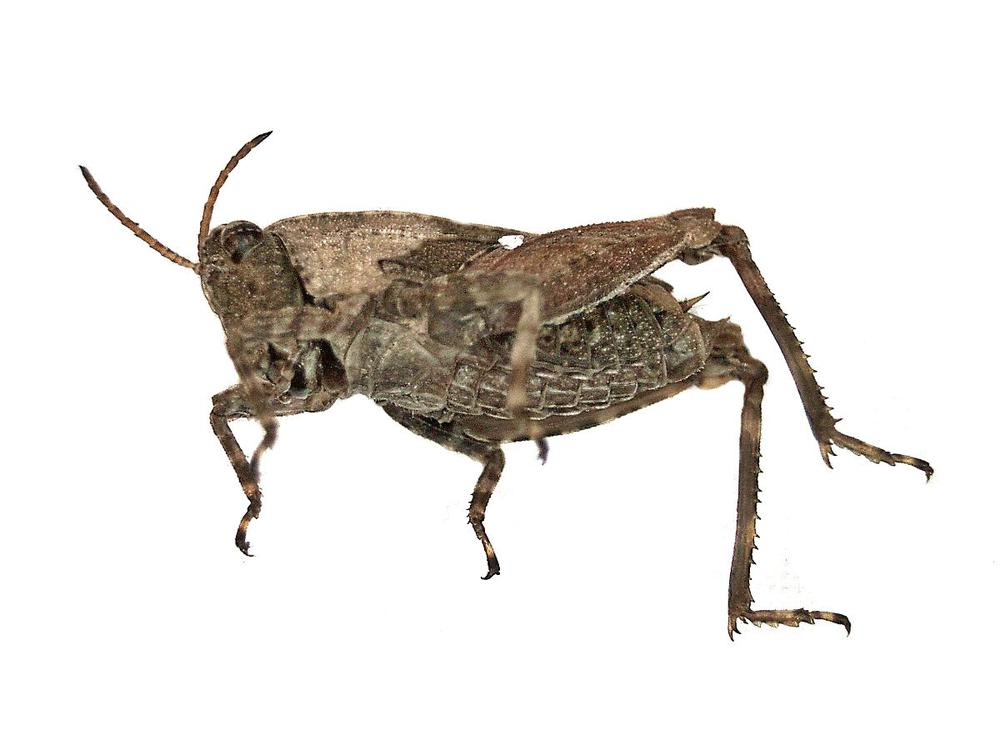
Eine Nymphe

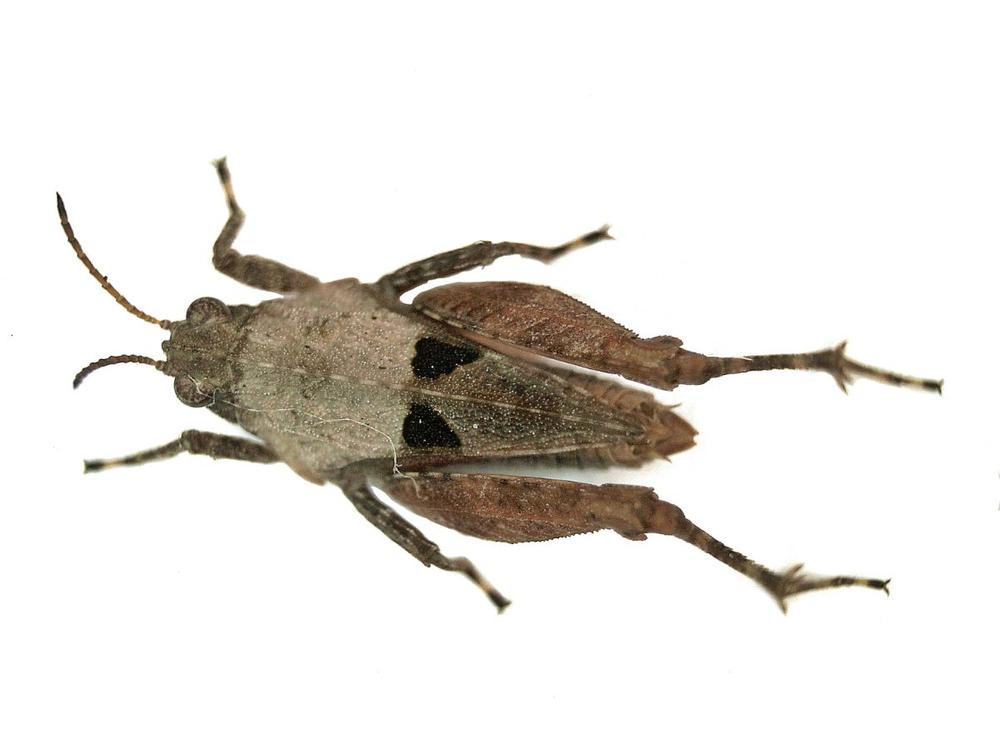
Dorsalansicht einer Nymphe

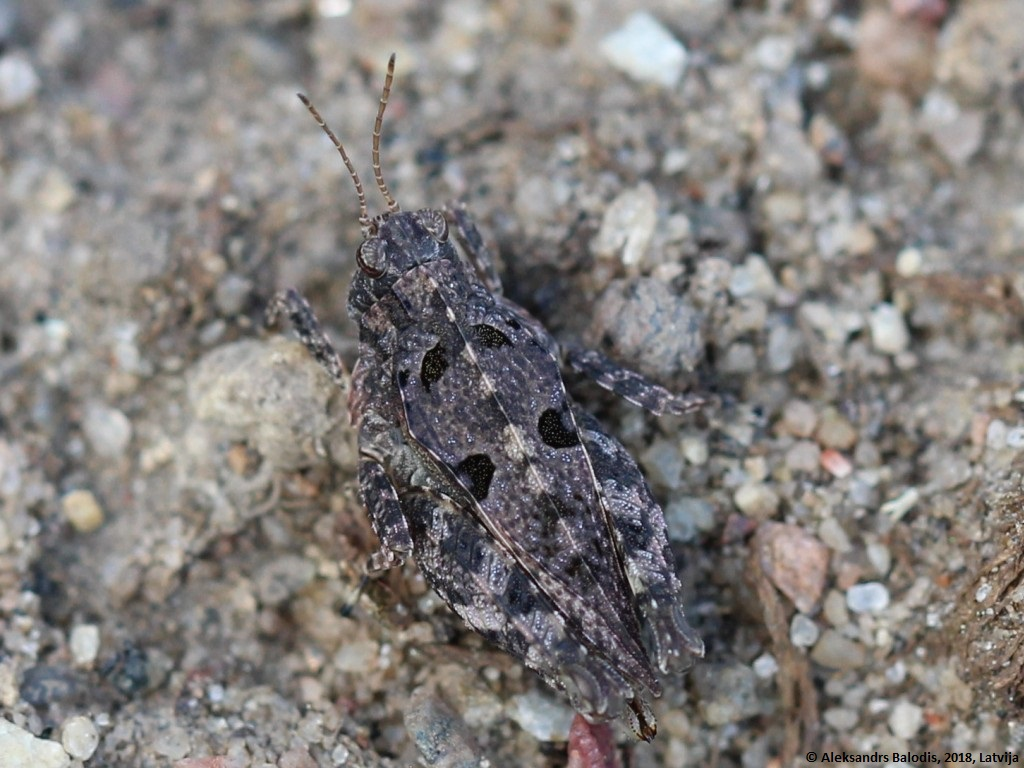
Ein dunkler gefärbtes Exemplar

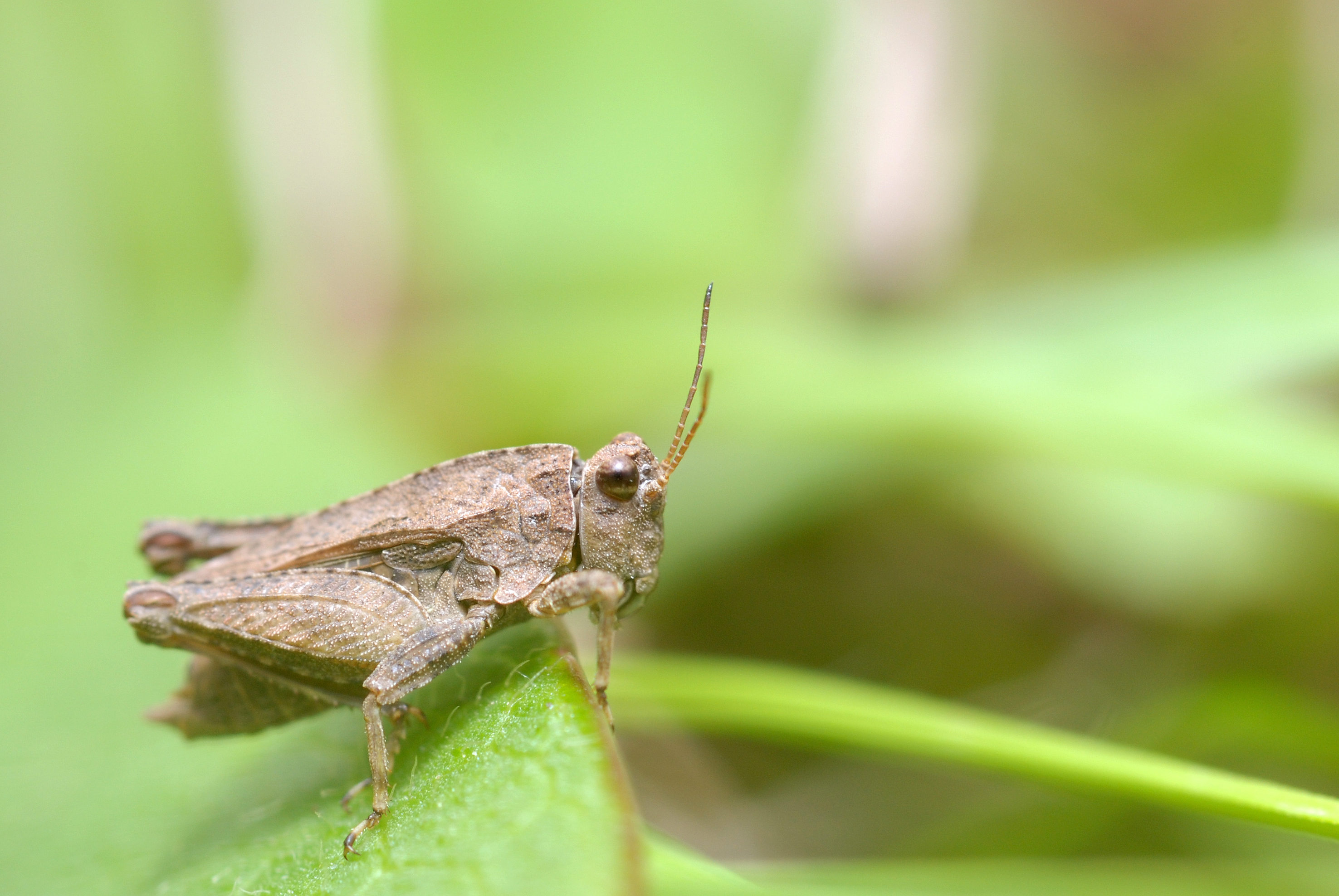
Ein heller gefärbtes Exemplar

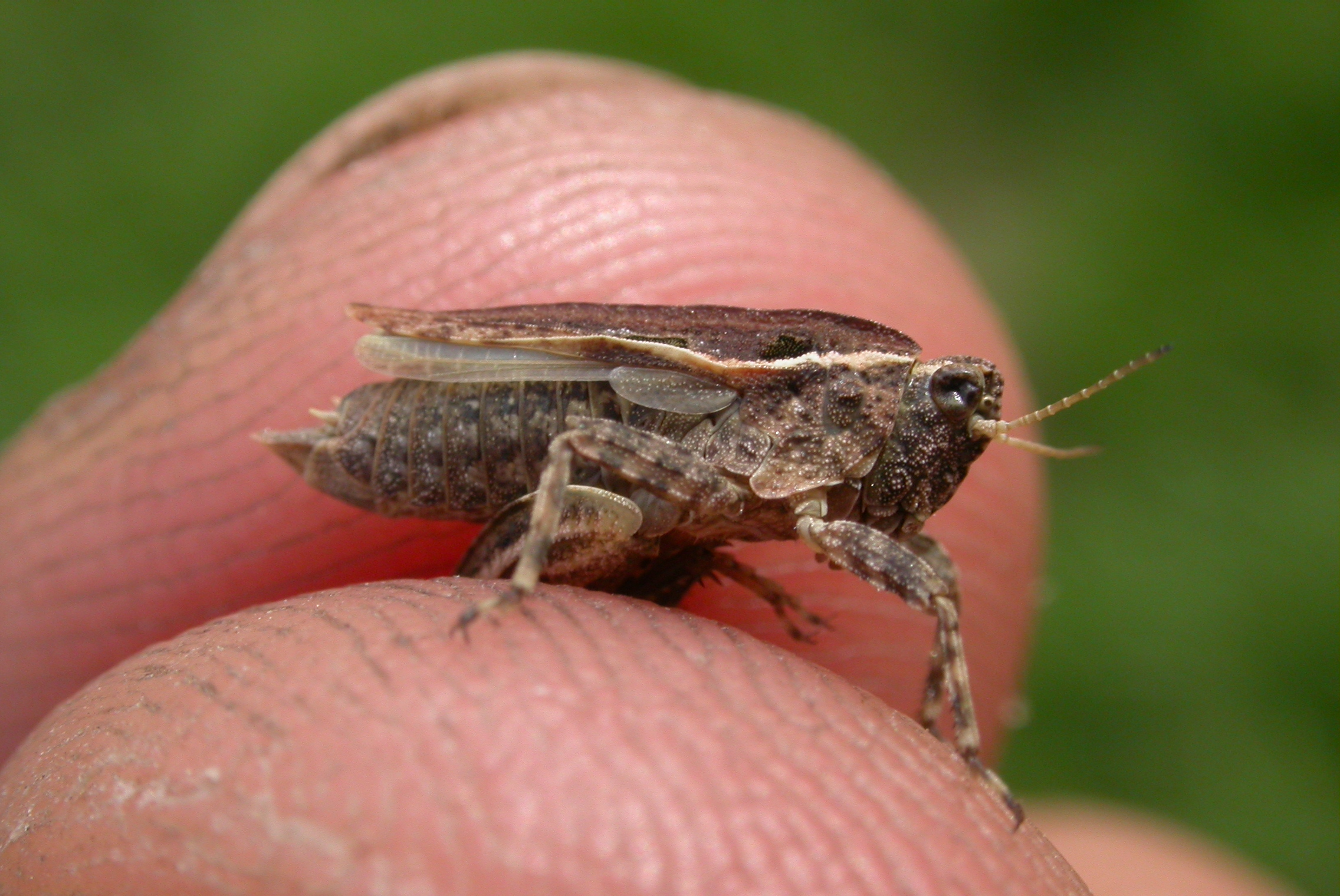
Lateralansicht

Die Langfühler-Dornschrecke (Tetrix tenuicornis) ist eine Art der zu den Heuschrecken gehörenden Dornschrecken. Sie ist von Westeuropa bis Ostasien verbreitet und eine der häufigeren Dornschrecken Mitteleuropas.

## Merkmale
Die Körperlänge der Männchen beträgt 7–11 mm, die der Weibchen 7–13 mm. Der Habitus der Art ist gedrungen und die Grundfarbe zumeist einfarbig grau oder graubraun. Nicht selten finden sich auch andersfarbige Exemplare mit hellen und dunklen Punkten auf dem Halsschild und einer kontrastreichen Marmorierung. Gemäß dem deutschen Trivialnamen sind die Fühler lang und dünn. Die längsten Glieder sind etwa 4× so lang wie breit und am Ende geringfügig verdickt. Im vorderen Drittel ist der Halsschild aufgewölbt, verläuft im mittleren und hinteren Abschnitt aber fast gerade in die Spitze. Unabhängig vom Geschlecht reicht der Halsschild bis zum Hinterleibsende. Bei hochschwangeren Weibchen kurz vor der Eiablage endet der Dorn bereits deutlich vor dem Hinterleibsende. Langdornige Exemplare treten nur selten auf, in der Schweiz wurden diese noch nicht beobachtet. Dorsal (von oben) betrachtet ragt der Vorderrand des Halsschilds nicht oder nur leicht gegen den Kopf vor. Die Hinterflügel erreichen nie ganz das Dornende, zuweilen aber fast.
Ähnliche Arten
Die Art kommt gemeinsam mit zahlreichen anderen Dornschrecken der Gattung Tetrix vor. Unterscheidungsmerkmale sind daher sehr wichtig.
Die Zweipunkt-Dornschrecke (Tetrix bipunctata) und die Kurzflügel-Dornschrecke (Tetrix kraussi) haben kurze, untersetzte Fühler. Die längsten Antennenglieder dieser Arten sind höchstens 2× so lang wie breit, während sie bei der Langfühler-Dornschrecke bis zu 4× so lang wie breit sind und lang und fadenförmig aussehen. Bei den beiden genannten Verwechslungsarten sind die Halsschild-Vorderränder und Kopfgipfel von oben betrachtet winklig nach vorne gezogen.
Im Habitus ähnlich ist auch Türks Dornschrecke (Tetrix tuerki). Bei ihr sind die Unterseiten der Mittelschenkel stark gewellt und der Mittelkiel des Halsschilds nur wenig erhaben, wodurch der gesamte Halsschild verhältnismäßig flach erscheint.
Die Gemeine Dornschrecke (Tetrix undulata) ist schlanker gebaut und die Hinterschenkel sind mindestens 3× so lang wie hoch, während sie bei der Langfühler-Dornschrecke weniger als dreimal so lang wie hoch sind. Außerdem sind bei der Gemeinen Dornschrecke die Hinterflügel kürzer. Der Abstand zwischen dem Hinterflügelende und dem Dornende ist bei Tetrix undulata größer als die Vorderflügellänge. Zudem ist im Gegensatz zur Gemeinen Dornschrecke der Abstand zwischen Hinterflügelende und Dornende kleiner als die Länge des Vorderflügels. Der sichtbare Teil des Vorderflügels ist schmaler als die Höhe der mittleren Femora. Das Ende des Abdomens der Männchen ist sehr kantig geformt, deutlich kantiger als bei anderen Arten der Dornschrecken. Die Hinterschenkel sind kräftiger und gedrungener gebaut als bei Tetrix undulata und seitlich betrachtet weniger als 3× so lang wie hoch.

## Verbreitung
Die Art ist vom Nordosten der Iberischen Halbinsel über Mitteleuropa und die nördliche Hälfte Asiens bis an den Pazifik verbreitet. Im Süden Europas gilt die Art als selten. Die nördliche Verbreitungsgrenze in Mitteleuropa läuft durch Norddeutschland.
In Europa kommt die Art von den Pyrenäen über ganz Frankreich, Norditalien, Belgien, die Schweiz, die Niederlande und Deutschland bis nach Osteuropa vor. In Italien sind dabei auch wenige vereinzelte Vorkommen aus Mittel- und Süditalien bekannt. In Osteuropa lebt die Art in Polen, Tschechien, Österreich, Slowenien, Kroatien, Ungarn, Serbien der Slowakei, Estland, Lettland, Litauen, Belarus, der Ukraine, der Republik Moldau, Rumänien und Nordostgriechenland. Auch aus dem zentralen Finnland ist ein Nachweis bekannt. Weiter östlich ist die Art aus Russland bekannt, wo sie im Norden den Ladogasee, die Oblast Swerdlowsk und die Oblast Tomsk erreicht. Die östlichsten Nachweise moderner Datensammlungen befinden sich etwas östlich des Ob, nahe der russischen Grenze zur Mongolei.
In der Schweiz ist die Art in allen Landesteilen unterhalb von 1000 m verbreitet und in der nördlichen Hälfte häufig. In Deutschland gilt die Art als weit verbreitet, aber nördlich von Berlin nur noch als lokal anzutreffen. Generell sind die Nachweise nördlich der Mittelgebirgsschwelle deutlich seltener als im Bereich der deutschen Mittelgebirge inklusive des Alpenraums. Aber auch aus Niedersachsen, Hamburg und Mecklenburg-Vorpommern gibt es Nachweise sowie einen älteren aus dem südlichen Schleswig-Holstein. Die meisten Nachweise stammen jedoch aus Baden-Württemberg, Rheinland-Pfalz, Bayern, Hessen und Nordrhein-Westfalen.
,Gefährdung
Die Art gilt weder in Deutschland, noch in der Schweiz, Österreich oder Europa als gefährdet.

## Lebensraum
Die Art ist in Bezug auf ihren Lebensraum nicht sehr wählerisch, also euryök. Es werden jedoch wenig bis unbewachsene, erdige oder sandige Stellen bevorzugt. Beispiele für Habitate sind Flussbetten, trockene Wiesen und Weiden, entlang landwirtschaftlicher Kulturen, an Waldrändern und an Straßen- oder Bahnböschungen. Sie wird als mittelmäßig hygrophil beschrieben. Auch gestörte Lebensräume wie Steinbrüche und Gärten mit vegetationslosen Stellen werden besiedelt, wo sie oftmals die einzige häufige Heuschrecke ist. Im Emmental wurde die größte Dichte in gut gedüngten Fettwiesen gefunden. Auch mit Gülle bedeckte Tiere wurden hier gefunden. Am Neuenburgersee wurde die Art zusammen mit der Westlichen Dornschrecke (Tetrix ceperoi) in feuchten, schlammigen Uferbereichen gefunden. Die Art kann überall gefunden werden wo offene Bodenstellen vorkommen und der Boden nicht dauerhaft feucht ist. Trockene Habitate werden bevorzugt.
Die Art wird von Küsten bis in submontane Habitate in 1100 m Höhe gefunden. Sie bildet abundante Populationen in den leicht feuchten Bereichen trockener Grasländer, entlang von Bewässerungskanälen oder bewässerten Wiesen.

## Lebensweise
Adulte Exemplare können von April bis Oktober gefunden werden. Auf iNaturalist wird die Art von Februar bis Oktober nachgewiesen mit einem Höhepunkt im Mai, nachfolgend vom Juni. Es ist anzunehmen, dass die Larven in den mittleren Entwicklungsstadien überwintern und im folgenden Jahr im Mai ausgewachsen sind.
Einige Dornschrecken kommunizieren, indem sie mit den Hinterbeinen auf den Boden schlagen. Ob Tetrix tenuicornis dieses Verhalten auch zeigt, ist nicht bekannt.
Die Nahrung besteht aus Moosen, Algen, Flechten, Detritus und langsam wachsenden Pflanzen.

## Taxonomie
Die Art wurde vom finnischen Entomologen Johan Reinhold Sahlberg 1891 als Tettix tenuicornis erstbeschrieben. Weitere Synonyme lauten Acrydium tenuicornis (Sahlberg, 1891)., Tetrix antennata Steinmann, 1964, Tetrix undulata australis Bey-Bienko, 1964, Tetrix nutans Hagenbach, 1822 und Tetrix pisarskii Bazyluk, 1963.
Unterarten
Neben dem Nominotypischen Taxon wurde noch die Unterart Tetrix tenuicornis explicata (Ebner, 1910) beschrieben.